# Mike Gibbs
Michael Clement Irving Gibbs, en el mundo del jazz, Mike Gibbs (Salisbury, Rodesia, 25 de septiembre de 1937) es un trombonista, pianista, compositor y arreglista británico de jazz.

## Historial
Tras estudiar piano y trombón, se traslada a Boston, para estudiar en Berklee y en la Lenox School con Gunther Schuller, George Russell y J.J. Johnson (1959-1962). Ese mismo año, 1962, realiza su primera grabación con el grupo de Gary Burton, mientras continúan sus estudios de composición y arreglo musical, con Aaron Copland e Iannis Xenakis. Después, se instala en Gran Bretaña.
Como trombonista, toca en las big bands de Johnny Dankworth, Tubby Hayes, y en la "New Jazz Orchestra" de Neil Ardley, mientras realiza arreglos para radio y trabaja como músico de estudio. A partir 1969, realiza varias grabaciones al frente de su propia big band, hasta que en 1974 se traslada de nuevo a los Estados Unidos, precisamente para trabajar como profesor residente en Berklee. Vuelve de nuevo a Londres, en 1985, y se dedica a componer bandas sonoras, música para danza y arreglos para cantantes como Joni Mitchell, Manfred Mann o Peter Gabriel. Paralelamente, como compositor y arreglista, trabaja con Gary Burton, Stanley Clarke, Mahavishnu Orchestra, Jaco Pastorius y otros músicos, moviéndose en la escena del jazz fusión.
Instrumentista correcto (siempre ha tocado el trombón dentro de grandes formaciones, y el piano como parte de la sección rítmica de su propia banda) es como compositor y arreglista que logra su mayor relevancia, refinado y melodista, conjugando las influencias de Olivier Messiaen con las de la música repetitiva, el rock y las de Gil Evans.

## Discografía seleccionada

### Como líder o colíder
- Michael Gibbs (1970, Deram)
- Tanglewood 63 (1971, Deram)
- Just Ahead (1972, Poydor)
- In The Public Interest (1974, Polydor)
- Seven Songs For Quartet And Chamber Orchestra (1974, ECM)
- The Only Chrome Waterfall Orchestra (1975, Bronze)
- Big Music (1988, Virgin/Venture)
- By The Way (1993, ah um)
- Europeana (1995, ACT)
- Nonsequence (2001, Provocateur)

### Bandas sonoras
- Madame Sin (1972)
- Housekeeping (1987, Varèse Sarabande/MCA)
- Iron & Silk (1991, The Fine Line/Mute)
- Hard-Boiled (1993, The Fine Line/Mute)
- Being Human (1993, Varèse Sarabande/MCA)
- Century/Close My Eyes (1994, The Fine Line/Mute)